# فيليبي فريتز
فيليبي فريتز (بالإسبانية: Felipe Fritz)‏ (23 سبتمبر 1997 بكورونل في تشيلي - ) هو لاعب كرة قدم تشيلي في مركز الهجوم. لعب مع أونيفرسيداد دي كونسيبسيون ‏.

## وصلات خارجية
- فيليبي فريتز على موقع قاعدة بيانات كرة القدم.إي يو (الإنجليزية)
- فيليبي فريتز على موقع Soccerway.com (الإنجليزية)
- فيليبي فريتز على موقع AS.com (الإسبانية)